# Орора (Јута)
Орора (енгл. Aurora) град је у америчкој савезној држави Јута.

## Демографија
По попису из 2010. године број становника је 1.016, што је 69 (7,3%) становника више него 2000. године.
| Група             | 2000.       | 2010.       |
| Белци             | 922 (97,4%) | 975 (96,0%) |
| Афроамериканци    | 0 (0,0%)    | 1 (0,1%)    |
| Азијати           | 6 (0,6%)    | 1 (0,1%)    |
| Хиспаноамериканци | 13 (1,4%)   | 28 (2,8%)   |
| Укупно            | 947         | 1.016       |